# Barkenholm
Barkenholm là một đô thị thuộc huyện Dithmarschen, trong bang Schleswig-Holstein, nước Đức. Đô thị Barkenholm có diện tích 5,11 km², dân số thời điểm 31 tháng 12 năm 2006 là 180 người.